# 0-10-2
Según la notación Whyte para la clasificación de locomotoras de vapor, el código 0-10-2 representa la disposición de ruedas siguiente: sin ruedas delanteras portantes; con diez ruedas motrices accionadas y acopladas en cinco ejes; y con dos ruedas traseras portantes en un eje remolcado.
Otras clasificaciones equivalentes son:
Clasificación UIC: E1 (también conocida como clasificación Alemana y clasificación Italiana)
Clasificación francesa: 051
Clasificación turca: 56
Clasificación suiza: 5/6

## Estados Unidos
En los EE. UU., este tipo se conoce como Union, en honor al único ferrocarril estadounidense que construyó nuevas locomotoras con esta disposición. Se trataba de diez máquinas 0-10-2 construidas para el Union Railroad en el área de Pittsburgh, Pensilvania. Se utilizaron como locomotoras de transferencia de servicio pesado en lugar de conmutadores. En Greenville, Pensilvania, se conserva una de estas máquinas en exhibición estática con la inscripción Ferrocarril de Duluth, Missabe e Iron Range #604 (tras la dieselización, el Ferrocarril Unión vendió todas sus máquinas de este tipo al DM&IR).
El Ferrocarril de Chicago y del Noroeste convirtió dos locomotoras 2-10-2, que anteriormente eran propiedad de la filial Chicago, St. Paul, Minneapolis y Omaha, al tipo 0-10-2 en 1944. Fueron clasificadas como J-1 tanto antes como después de la conversión. Una fue desguazada en 1950, y la otra en 1953.

## Europa
En Alemania se construyeron varias locomotoras cisterna para vía estrecha con configuración 0-10-2. Todas utilizaban alguna forma de transmisión articulada que permitía que los ejes motrices exteriores se movieran lateralmente o radialmente para facilitar su inscripción en las curvas. Un ejemplo fue un grupo de locomotoras construidas para las líneas de vía estrecha de Bosnia, que utilizaban el sistema Klose para un accionamiento articulado. 